# Liste der Schulgebäude in Eilenburg
Diese Liste gibt einen Überblick über die Schulgebäude der sächsischen Stadt Eilenburg, die aktuell oder ehemals eine allgemeinbildende Schule beherbergen bzw. beherbergten.

## Derzeit genutzte Schulgebäude in Eilenburg
In dieser Liste befinden sich alle Schulgebäude in Eilenburg, in denen aktuell eine allgemeinbildende Schule untergebracht ist. Unter Eröffnung wird das Jahr angegeben, in dem der Schulbetrieb aufgenommen wurde. Es ist nicht das Baujahr des Gebäudes. Unter Schule(n) werden alle jemals im Gebäude untergebrachten Schulen sowie etwaige Namensänderungen einer Schule aufgeführt. Die aktuell beherbergte Schule ist fett hervorgehoben.
| Anschrift (ggf. Gebäudename)                     | Eröffnung | Stadtteil            | Schule(n) | Bemerkungen | Koordinate | Abbildung |
| ------------------------------------------------ | --------- | -------------------- | --- | --- | ---------- | --------- |
| Dorotheenstraße 4 Ehemalige Bürgerschule         | 1897      | Mitte                | Bürgerschule Mittelschule Friedrich-Schiller-Oberschule Friedrich-Schiller-Mittelschule Friedrich-Schiller-Grundschule Friedrich-Tschanter-Mittelschule Friedrich-Tschanter-Oberschule | benannt nach Friedrich Schiller bzw. Friedrich Tschanter                                                                               | Koord.     |           |
| Dr.-Belian-Straße 2 Ehemalige Infanterie-Kaserne | 1997      | Mitte                | Schule zur Lernförderung Schule am Bürgergarten Karl-Neumann-Schule | benannt nach dem nahegelegenen ehemaligen Bürgergarten Gebäude 1913 als Kaserne erbaut                                                 | Koord.     |           |
| Dr.-Külz-Ring 9 Ehemaliges Realgymnasium         | Mitte     | 1906–2012, seit 2020 | Realgymnasium Oberschule Erweiterte Oberschule Erweiterte Oberschule „Friedrich Engels“ Martin-Rinckart-Gymnasium Karl-Neumann-Schule (Außenstelle)                                    | Veranstaltungsort der Stunde der Musik; Sitz der Volkshochschule Nordsachsen; Außenstelle des Medienpädagogischen Zentrums Nordsachsen | Koord.     |           |
| Gustav-Raute-Straße 1 Ehemaliges Lehrerseminar   | 1911      | Mitte                | Königliches Lehrerseminar Karl-Liebknecht-Oberschule Schule für Lernbehinderte (im Seitengebäude) Dr.-Belian-Grundschule Martin-Rinckart-Gymnasium (Interim)                           | benannt nach Karl Liebknecht bzw. Alfred Belian                                                                                        | Koord.     |           |
| Hallesche Straße 19                              | 1996      | Berg                 | Grundschule Berg | | Koord.     |           |
| Hallesche Straße 27/28 Bergschule                | 1904      | Berg                 | Bergschule Tschanter-Schule Friedrich-Tschanter-Mittelschule Freie Grundschule | benannt nach Friedrich Tschanter | Koord.     |           |
| Hochhausstraße 49                                | 1963      | Ost                  | Hans-Beimler-Oberschule Karl-August-Möbius-Gymnasium Martin-Rinckart-Gymnasium | benannt nach Hans Beimler, Karl August Möbius bzw. Martin-Rinckart                                                                     | Koord.     |           |
| Puschkinstraße 17                                | 1882      | Ost                  | Schule Kültzschau Lilo-Herrmann-Oberschule Grundschule Eilenburg-Ost Sebastain-Kneipp-Grundschule                                                                                      | benannt nach dem ehemaligen Dorf Kültzschau, Lilo Herrmann bzw. Sebastian Kneipp                                                       | Koord.     |           |

## Ehemalige Schulgebäude in Eilenburg
In dieser Liste befinden sich Schulgebäude in Eilenburg, die ehemals eine allgemeinbildende Schule beherbergten. Sie erhebt keinen Anspruch auf Vollständigkeit. Unter Bestandszeitraum wird der Zeitraum genannt, in dem planmäßiger Schulbetrieb stattfand.
| Anschrift (ggf. Gebäudename)                             | Stadtteil | Bestandszeitraum | Schule(n)                                                                                      | Verbleib | Koordinate | Abbildung |
| -------------------------------------------------------- | --------- | ---------------- | ---------------------------------------------------------------------------------------------- | --- | ---------- | --- |
| Puschkinstraße 17                                        | Ost       | 197x–2012        | Lilo-Herrmann-Oberschule Mittelschule Eilenburg-Ost Friedrich-Tschanter-Mittelschule (Interim) | Ende 2013 planmäßig abgebrochen | Koord.     | |
| Dübener Landstraße 1                                     | Ost       | 198x–2002        | 3. Schule Eilenburg-Ost Grundschule „Am Regenbogen“ Grundschule Eilenburg-Ost (Interim)        | 2005 planmäßig abgebrochen | Koord.     | Bild gesucht Die Wikipedia wünscht sich an dieser Stelle ein Bild vom hier behandelten Ort. Falls du dabei helfen möchtest, erklärt die Anleitung , wie das geht. BW |
| Hallesche Straße 19a Villa Leonhardi                     | Berg      | 1994–2015        | Schule für geistig Behinderte Karl-Neumann-Schule                                              | benannt nach Karl Neumann erbaut 1848 als Villa der Familie Leonhardi 1945/46 sowjetische Kommandantur 1946–199x sowie seit 2018 Kinderheim | Koord.     | |
| Südring 8 (heute Dr.-Külz-Ring) Stadtschule              | Mitte     | 1894–1945        | Stadtschule                                                                                    | 1945 durch Kriegseinwirkung zerstört | Koord.     | |
| Südring 17 (heute Dr.-Külz-Ring) Polizeirevier Eilenburg | Mitte     | 1865–1906        | Höhere Bürgerschule Realprogymnasium                                                           | nach der Eröffnung des neuen Realgymnasiums ab 1906 außer Dienst 1945 durch Kriegseinwirkung teilzerstört, heute Polizeirevier              | Koord.     | Bild gesucht Die Wikipedia wünscht sich an dieser Stelle ein Bild vom hier behandelten Ort. Falls du dabei helfen möchtest, erklärt die Anleitung , wie das geht. BW |